# Lissonota admontensis
Lissonota admontensis är en stekelart som beskrevs av Gabriel Strobl 1902. Lissonota admontensis ingår i släktet Lissonota och familjen brokparasitsteklar. Inga underarter finns listade i Catalogue of Life.